# Estación Chacritas
Chacritas fue una estación de ferrocarril que se hallaba dentro de la comuna de Vallenar, en la Región de Atacama de Chile. Fue parte del Longitudinal Norte y actualmente se encuentra inactiva.

## Historia
La estación fue construida para el tramo del ferrocarril Longitudinal Norte entre La Serena y Toledo (en las cercanías de Copiapó), y que fue inaugurado en 1914. De acuerdo a Santiago Marín Vicuña en 1916, la estación se encuentra a una altitud de 633 m s. n. m.
Hacia 1968 la estación continuaba prestando servicios y seguía apareciendo en mapas oficiales.
Con el cierre de todos los servicios de la Red Norte de la Empresa de los Ferrocarriles del Estado en junio de 1975, la estación Chacritas fue suprimida mediante decreto del 13 de febrero de 1976. Actualmente todas las estructuras originales están en ruinas, manteniéndose solamente algunos cimientos. Con la construcción de la Autopista Valles del Desierto entre Copiapó y Vallenar en 2011 se construyó un paso sobre nivel de la carretera en las cercanías.